# تپه قلات آهنگران
تپه قلات آهنگران مربوط به هزاره اول قبل از میلاد - سدهٔ ۶ تا ۸ ه.ق است و در شهرستان پیرانشهر، بخش مرکزی، دهستان منگور غربی، روستای قعله تراش واقع شده و این اثر در تاریخ ۷ اسفند ۱۳۸۵ با شمارهٔ ثبت ۱۷۷۲۵ به‌عنوان یکی از آثار ملی ایران به ثبت رسیده است.